# Андреас Сков Ольсен
Андреас Сков Ольсен (дан. Andreas Skov Olsen, нар. 29 грудня 1999, Гіллеред) — данський футболіст, півзахисник, нападник німецького «Вольфсбурга» і національної збірної Данії.

## Клубна кар'єра
Народився 29 грудня 1999 року в місті Гіллеред. Вихованець футбольної школи клубу «Норшелланн». 23 липня 2017 року в матчі проти «Брондбю» він дебютував у данській Суперлізі у складі останнього. 22 липня 2018 року в поєдинку проти «Орхуса» Андреас забив свій перший гол за рідний клуб.
24 липня 2019 року перспективний данець перебрався до Італії, ставши гравцем «Болоньї», якій трансфер гравця обійшовся у 6 мільйонів євро. Відіграв в Італії наступні два з половиною сезони, взявши участь у 70 іграх Серії A.
На початку 2022 року перебрався до Бельгії, перейшовши за 7 мільйонів євро до «Брюгге».
17 січня 2025 року «Вольфсбург» офіційно оголосив про підписання Сков Ольсена на чотири з половиною роки.

## Виступи за збірні
З 2016 року залучався до матчів молодіжної збірної Данії, у її складі поїхав на молодіжний чемпіонат Європи 2019 року в Італії. У другому матчі в групі проти Австрії він відзначився голом і його команда перемогла 3:1, втім данцям так і не вдалось вийти з групи.
7 жовтня 2020 року дебютував в іграх за національну збірну Данії у товариському матчі проти збірної Фарерських островів, в якому 20-річний нападник відразу ж відзначився дебютним голом. 
| Дата       | Місто      | Господарі         | Результат | Гості             | Турнір                               | Голи | Примітки |
| ---------- | ---------- | ----------------- | --------- | ----------------- | ------------------------------------ | ---- | -------- |
| 7-10-2020  | Гернінг    | Данія             | 4 – 0     | Фарерські острови | товариський матч                     | 1    | 62'      |
| 11-10-2020 | Рейк'явік  | Ісландія          | 0 – 3     | Данія             | Ліга націй УЄФА 2020-2021 - 1-й етап | -    | 66'      |
| 25-3-2021  | Тель-Авів  | Ізраїль           | 0 – 2     | Данія             | Відбір до ЧС 2022                    | -    | 77'      |
| 28-3-2021  | Гернінг    | Данія             | 8 – 0     | Молдова           | Відбір до ЧС 2022                    | -    | 46'      |
| 31-3-2021  | Відень     | Австрія           | 0 – 4     | Данія             | Відбір до ЧС 2022                    | 2    | 55'      |
| 2-6-2021   | Інсбрук    | Німеччина         | 1 – 1     | Данія             | товариський матч                     | -    | 46'      |
| 12-6-2021  | Копенгаген | Данія             | 0 – 1     | Фінляндія         | ЧЄ 2020 - 1-й етап                   | -    | 63'      |
| 17-6-2021  | Копенгаген | Данія             | 1 – 2     | Бельгія           | ЧЄ 2020 - 1-й етап                   | -    | 84'      |
| 1-9-2021   | Копенгаген | Данія             | 2 – 0     | Шотландія         | Відбір до ЧС 2022                    | -    | 85'      |
| 4-9-2021   | Торсгавн   | Фарерські острови | 0 – 1     | Данія             | Відбір до ЧС 2022                    | -    | 46'      |
| 7-9-2021   | Копенгаген | Данія             | 5 – 0     | Ізраїль           | Відбір до ЧС 2022                    | 1    | 77'      |
| 9-10-2021  | Кишинів    | Молдова           | 0 – 4     | Данія             | Відбір до ЧС 2022                    | 1    | 46'      |
| 12-10-2021 | Копенгаген | Данія             | 1 – 0     | Австрія           | Відбір до ЧС 2022                    | -    | 77'      |
| 12-11-2021 | Копенгаген | Данія             | 3 – 1     | Фарерські острови | Відбір до ЧС 2022                    | 1    | 67'      |
| 15-11-2021 | Глазго     | Шотландія         | 2 – 0     | Данія             | Відбір до ЧС 2022                    | -    |          |
| 26-3-2022  | Амстердам  | Нідерланди        | 4 – 2     | Данія             | товариський матч                     | -    | 45'      |
| 29-3-2022  | Копенгаген | Данія             | 3 – 0     | Сербія            | товариський матч                     | -    | 80'      |
| 3-6-2022   | Сен-Дені   | Франція           | 1 – 2     | Данія             | Ліга націй УЄФА 2022-2023 - 1-й етап | -    | 84'      |
| 6-6-2022   | Відень     | Австрія           | 1 – 2     | Данія             | Ліга націй УЄФА 2022-2023 - 1-й етап | -    | 52'      |
| 10-6-2022  | Копенгаген | Данія             | 0 – 1     | Хорватія          | Ліга націй УЄФА 2022-2023 - 1-й етап | -    | 83'      |
| 13-6-2022  | Копенгаген | Данія             | 2 – 0     | Австрія           | Ліга націй УЄФА 2022-2023 - 1-й етап | 1    | 46'      |
| 22-9-2022  | Загреб     | Хорватія          | 2 – 1     | Данія             | Ліга націй УЄФА 2022-2023 - 1-й етап | -    | 89'      |
| 25-9-2022  | Копенгаген | Данія             | 2 – 0     | Франція           | Ліга націй УЄФА 2022-2023 - 1-й етап | 1    | 71'      |
| 22-11-2022 | Ер-Раян    | Данія             | 0 – 0     | Туніс             | ЧС 2022 - груповий етап              | -    | 65'      |
| 30-11-2022 | Ель-Вакра  | Австралія         | 1 – 0     | Данія             | ЧС 2022 - груповий етап              | -    | 69'      |
| 16-6-2023  | Копенгаген | Данія             | 1 – 0     | Північна Ірландія | Відбір до ЧЄ 2024                    | -    | 80'      |
| 19-6-2023  | Любляна    | Словенія          | 1 – 1     | Данія             | Відбір до ЧЄ 2024                    | -    | 71'      |
| 7-9-2023   | Копенгаген | Данія             | 4 – 0     | Сан-Марино        | Відбір до ЧЄ 2024                    | -    | 58'      |
| 10-9-2023  | Гельсінкі  | Фінляндія         | 0 – 1     | Данія             | Відбір до ЧЄ 2024                    | -    | 81'      |
| Усього     |            | Матчів            | 29        |                   | Голів                                | 8    |          |

## Титули і досягнення
- Чемпіон Бельгії (1):

«Брюгге»: 2021-22
- Володар Суперкубка Бельгії (1):

«Брюгге»: 2022